# Original Equipment Manufacturer
Az OEM (Original Equipment Manufacturer) kifejezés arra a szituációra utal, amikor egy vállalat az eredeti gyártótól megvesz valamilyen terméket, majd mint sajátját adja tovább, gyakran valamilyen nagyobb termék részeként. Nem egyértelmű ugyanakkor, hogy ebben a helyzetben az eladó eredeti gyártót vagy a felvásárlót nevezzük OEM-nek. Viszont ha valaki OEM terméket vásárol, akkor az azt jelenti, hogy gyári csomagolás nélküli termékről van szó.
Általában, amikor mindez úgy történik, hogy a felvásárló vállalat a saját nevén hozza forgalomba a megvásárolt terméket, akkor a vásárló céget nevezzük így. Ez történt például, amikor az IBM a Tandontól floppy-meghajtókat vásárolt és az IBM PC részeként árulta.
Erősen növekszik az OEM-ek online piaca, ahol a termékek gyakran erősen különböznek a normál kiskereskedelemben kaphatóktól.
A szónak már igei alakja is létezik az angol nyelvben: IBM OEM'ed the Tandon floppy drives.
Szoftverek esetén azokat a termékeket nevezzük OEM-nek, melyeket rendszerépítők számára licencelnek. Ez a helyzet áll fenn, mikor valaki előre telepített operációs rendszerrel vásárol számítógépet. Magánszemély is vásárolhat OEM szoftvert, ebben az esetben ő maga válik rendszerépítővé. Mindkét esetre igaz, hogy:
- a szoftverhez ebben a konstrukcióban nem jár gyártói terméktámogatás, mivel azt a rendszerépítőnek kell nyújtania,
- a szoftver a telepítést követően a számítógép "részének" tekintendő, így másik eszközre nem (az eredeti esetleges eltávolítása után sem) telepíthető.

Létezik ezenkívül az Original Design Manufacturer (ODM) kifejezés is, amely olyan társaságokra vonatkozik, amelyek olyan termékeket terveznek és gyártanak, amelyek aztán más márkanév alatt kerülnek forgalomba. 
Ilyen például a Sony Carl Zeiss optikával ellátott fényképezőcsaládja.